# Крановое судно

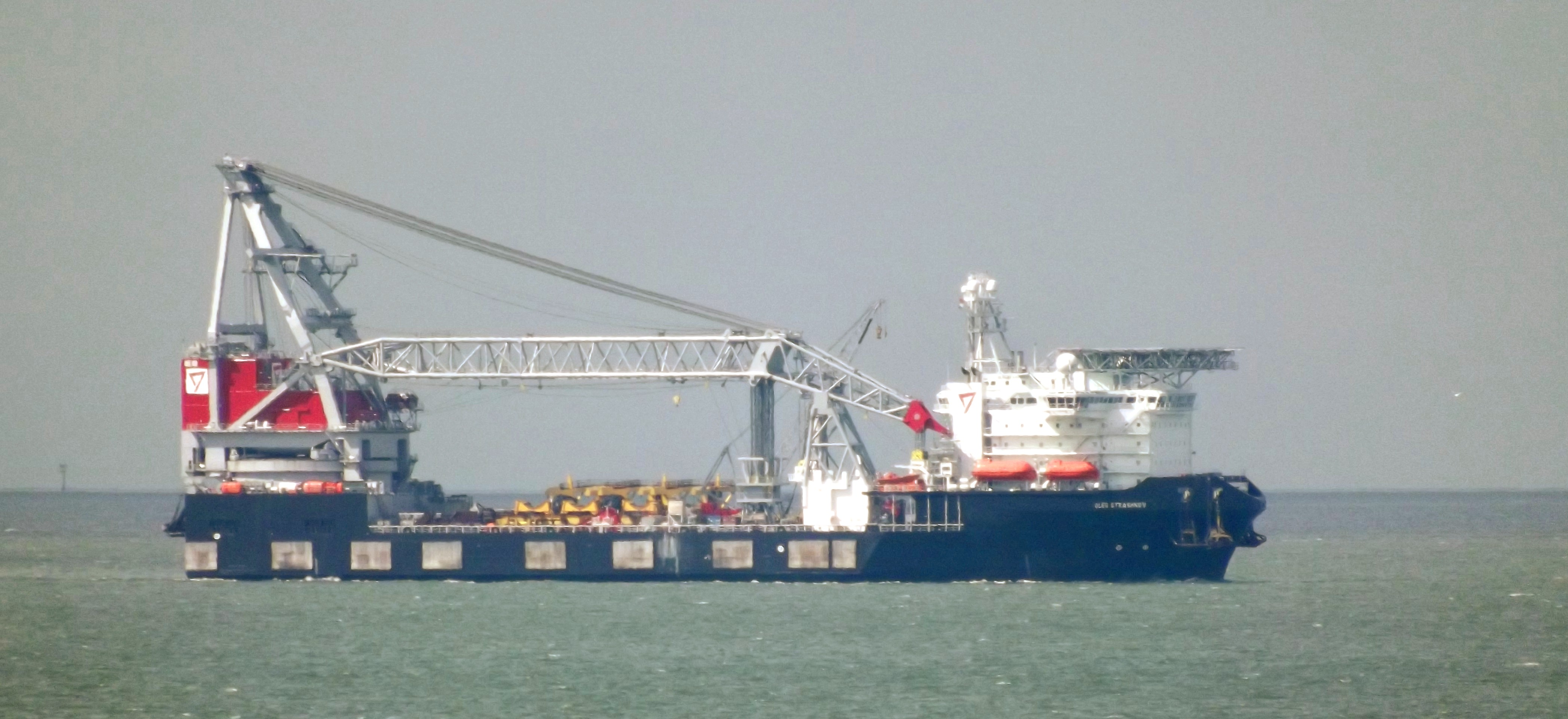
Олег Страшнов, крановое судно

Крановое судно — самоходное судно технического флота, оснащенное одним или несколькими кранами большой грузоподъемности (от 250 до 3000 т с вылетом стрелы до 40 м и высотой подъема главного гака более 100 м), имеющее площади для перевозки грузов, и обладающие повышенной мореходностью.

## Описание
Крановые суда предназначены для доставки и установки крупногабаритных блоков  и забивки свай при строительстве стационарных морских нефтегазопромысловых сооружений, например, стационарных буровых платформ.
Крановые суда имеют обычные обводы корпуса, в том числе катамаранного или полупогружного типа. В отличие от плавучих кранов располагают значительными площадями для перевозки тяжеловесного и крупногабаритного оборудования на верхней палубе. Для обеспечения стоянки в месте работ крановые суда могут быть оборудованы системой динамического позиционирования, или оснащены якорным устройством, (до 12 тяжелых якорей и механизмов для постановки судна). Имеют более высокую, чем у плавучих кранов, мореходность и практически неограниченный район плавания. Для обеспечения движения на переходах и работы кранов на крановых судах используются в основном дизель-электрические энергетические установки. Скорость судов этого типа может достигать 12 узлов.